# Israel Journal of Mathematics
Israel Journal of Mathematics — рецензируемый математический журнал, издается Еврейским университетом в Иерусалиме.
В журнале публикуются статьи по всем областям математики.

## История
Основан в 1963 году, как продолжение Bulletin of the Research Council of Israel.

## Показатели
- В 2009 году MCQ составил 0.70.
- В 2009 году импакт-фактор составил 0,754.

## Внешние ссылки
- springer.com/mathematics/journal/11856 — официальный сайт Israel Journal of Mathematics